# Patrole (cykl)

Cykl Patrole – seria rosyjskich powieści urban fantasy autorstwa Siergieja Łukjanienki i Władimira Wasiljewa, z których pierwsza - Nocny Patrol została wydana w 1998 roku. Kolejnymi powieściami serii są Dzienny Patrol, Patrol Zmroku, Ostatni Patrol, Nowy Patrol i Szósty Patrol.
W tym samym świecie osadzone są również m.in. Oblicze Czarnej Palmiry i opowiadanie Мелкий Дозор.

## Postacie
Cykl opisuje losy Antona Gorodeckiego, który jest Jasnym Innym, pracownikiem Nocnego Patrolu. Ważnymi postaciami również, jego szef Heser, Zawulon - szef Dziennego Patrolu w Moskwie, przyjaciel Antona - wampir Kostia, a później również jego rodzina - żona Swietłana i córka Nadia.

## Świat przedstawiony
Akcja cyklu dzieje się w czasach współczesnych, głównie w Moskwie. Oprócz zwykłych ludzi istnieją "Inni", którzy mają zdolności paranormalne - należą do nich czarodzieje, wiedźmy, wampiry i inne legendarne, czy mityczne istoty. Poza tym istnieją, dostępne dla Innych, poziomy rzeczywistości, zwane Zmrokiem. Inni dzielą się na "Jasnych" i "Ciemnych", spośród których rekrutowani są pracownicy odpowiednio Nocnego i Dziennego Patrolu, swoistych magicznych policji, czasem knujących przeciwko sobie, czasem współpracujących.

## Adaptacje filmowe
Nocny patrol został zekranizowany jako Straż Nocna i Straż Dzienna.

## Wydania polskie
| Numer w serii | Polski tytuł            | Oryginalny tytuł     | Polski nr ISBN                                 | Data polskiego wydania | Wydawnictwo                | Komentarz                                       |
| ------------- | ----------------------- | -------------------- | ---------------------------------------------- | ---------------------- | -------------------------- | ----------------------------------------------- |
| 1             | Nocny Patrol            | Ночной Дозор         | ISBN 978-83-7480-061-7                         | 2003, 2008             | Książka i Wiedza, MAG      |                                                 |
| 2             | Dzienny Patrol          | Дневной Дозор        | ISBN 978-83-7480-100-3                         | 2003, 2008             | Książka i Wiedza, MAG 2008 | wraz z Władimirem Wasiljewem                    |
| 3             | Patrol Zmroku           | Сумеречный Дозор     | ISBN 978-83-7480-047-1                         | 2007                   | MAG                        |                                                 |
| 4             | Ostatni Patrol          | Последний Дозор      | ISBN 978-83-7480-063-1                         | 2007                   | MAG                        |                                                 |
| 5             | Nowy Patrol             | Новый Дозор          | ISBN 978-83-7480-063-1                         | 2014                   | MAG                        |                                                 |
| 6             | Szósty Patrol           | Шестой Дозор         | ISBN 978-83-7480-547-6, ISBN 978-83-7480-552-0 | 2015                   | MAG                        |                                                 |
|               | Oblicze Czarnej Palmiry | Лик Чёрной Пальмиры) | ISBN 83-89011-71-9                             | 2005                   | Fabryka Słów               | autorstwa Władimira Wasiljewa (bez Łukjanienki) |